# ハイブリダイゼーション
ハイブリダイゼーション（Hybridization）とは、原義としては,物の交雑あるいは雑種形成のこと。しかし現代では、核酸（DNAまたはRNA）の分子が相補的に複合体を形成することをハイブリダイゼーションといい、分子交雑（ぶんしこうざつ）ともいう。特に、遺伝子の検出・同定・定量や、相同性の定量のために、人工的にこれを行う実験方法を指すことが多い（通称「ハイブリ」）。

## 原理
核酸分子に含まれる塩基はAとTまたはU、GとCというふうに特異的（相補的）に結合する性質がある。これは塩基が形成する水素結合の数の違い（前者が2個、後者が3個）による。ハイブリダイゼーションは核酸のこの性質に基づく。同じ原理で、普通の生物のもつゲノムは互いに相補的なDNA分子が1対結合して二重らせん構造をなしている。
また核酸の生合成（DNA複製やDNAからRNAへの転写）においても、元の核酸を鋳型としてそれに相補的な核酸が作られる。この相補性こそ、生物が遺伝情報を維持する基本原理である。これらからわかる通り、同じ生物種はほぼ同じゲノム配列を持ち、ハイブリダイゼーションを用いて同じ生物種の同じ遺伝子を検出することができる。
ただし同じ遺伝子でも個体によるわずかな違い（多型）やがん細胞における突然変異・増減などがある。別の生物種となるとさらに違いが大きくなる。これらに関してもハイブリダイゼーションによる検出法がある。

## 基本的方法
ハイブリダイゼーション実験では、まず核酸の水素結合を切り分子を引き離す（変性）。これには加熱する方法と変性剤を用いる方法があるが、一般には加熱が用いられる。次に少しずつ温度を下げること(徐冷処理)で分子を再結合させる（アニーリング＝冶金でいうところの焼きなまし）。核酸分子の解離・結合は配列に応じた特定の温度で起こる（固体の融解と同じように）ので、この温度は融解温度と呼ばれる。この再結合の進み方を測定したり、あるいは特定の配列に着目してそれを検出したりする。

## 種類
特定の配列を持つ核酸を検出する方法としては、電気泳動によるサザンハイブリダイゼーション（DNAを対象とする）、ノーザンハイブリダイゼーション（RNA）がある。さらに多種の配列を同時に検出・定量する方法としてDNAマイクロアレイ（DNA
チップ）がある。
また、細胞・組織などの標本をそのまま用いて検出する方法としてIn situ ハイブリダイゼーション、特に蛍光 in situ ハイブリダイゼーションがある。
生物では一般に、進化上の系統が近いほど対応する遺伝子の配列に相同性がある。この配列相同性を定量する方法としてDNA - DNA分子交雑法があり、これは進化系統を明らかにする方法として用いられる。
さらに、がんや先天性異常における遺伝子の増減を検出する方法として、CGH（比較ゲノムハイブリダイゼーション）がある。